# Prêmio Guarani de Cinema Brasileiro 2003
O Prêmio Guarani de Cinema Brasileiro de 2003 é a oitava edição do Prêmio Guarani, organizada pela Academia Guarani de Cinema. Os indicados passaram por uma criteriosa avaliação de críticos de cinema de todas as regiões do Brasil, que elegeram cinco finalistas que se destacaram no cinema durante o ano de 2002 nas 18 categorias da premiação.

## Vencedores e indicados
Os vencedores estão em negrito, de acordo com o site Papo de Cinema:
| Melhor Filme | Melhor Direção |
| --- | --- |
| - Cidade de Deus – Andrea Barata Ribeiro e Maurício Andrade Ramos - Abril Despedaçado – Arthur Cohn - Edifício Master – João Moreira Salles e Mauricio Andrade Ramos - Lavoura Arcaica – Luiz Fernando Carvalho - Madame Satã – Isabel Diegues, Maurício Andrade Ramos e Walter Salles                                     | - Fernando Meirelles – Cidade de Deus - Eduardo Coutinho – Edifício Master - Karim Ainouz – Madame Satã - Luiz Fernando Carvalho – Lavoura Arcaica - Walter Salles – Abril Despedaçado |
| Melhor Atriz | Melhor Ator |
| - Ana Maria Mainieri – Houve Uma Vez Dois Verões como Roza - Carolina Kasting – Sonhos Tropicais como Esther - Débora Duboc – Latitude Zero como Lena - Giovanna Antonelli – Avassaladoras como Laura Bragança - Sabrina Greve – Uma Vida em Segredo como Biela                                                            | - Lázaro Ramos – Madame Satã como João Francisco dos Santos / Madame Satã - Leandro Firmino – Cidade de Deus como Zé Pequeno - Marco Ricca – O Invasor como Ivan Soares - Rodrigo Santoro – Abril Despedaçado como Tonho - Selton Mello – Lavoura Arcaica como André                                         |
| Melhor Atriz Coadjuvante | Melhor Ator Coadjuvante |
| - Marcélia Cartaxo – Madame Satã como Laurita - Eliane Giardini – Uma Vida em Segredo como Constança - Juliana Carneiro da Cunha – Lavoura Arcaica como Mãe - Malu Mader – Bellini e a Esfinge como Fátima - Mariana Ximenes – O Invasor como Marina                                                                       | - Paulo Miklos – O Invasor como Anísio - Caco Ciocler – Avassaladoras como Miguel Achid - Flávio Bauraqui – Madame Satã como Tabu - José Dumont – Abril Despedaçado como Pai Tonho - Raul Cortez – Lavoura Arcaica como Pai                                                                                  |
| Melhor Roteiro Original | Melhor Roteiro Adaptado |
| - O Invasor – Beto Brant, Marçal Aquino e Renato Ciasca - A Festa de Margarette – Renato Falcão - Houve Uma Vez Dois Verões – Jorge Furtado - Janela da Alma – João Jardim e Walter Carvalho - Madame Satã – Karim Ainouz, Marcelo Gomes e Sérgio Machado                                                                  | - Cidade de Deus – Bráulio Mantovani - Abril Despedaçado – Karim Ainouz, Sérgio Machado e Walter Salles - Bellini e a Esfinge – Alexandre Plosk - Lavoura Arcaica – Luiz Fernando Carvalho - Uma Vida em Segredo – Suzana Amaral                                                                             |
| Melhor Fotografia | Melhor Direção de Arte |
| - Lavoura Arcaica – Walter Carvalho - Abril Despedaçado – Walter Carvalho - Cidade de Deus – César Charlone - A Festa de Margarette – Renato Falcão - Surf Adventures - O Filme – Adriano Goldman, Sérgio Leandro e Mauro Pinheiro Jr,                                                                                     | - Cidade de Deus – Tulé Peak - Abril Despedaçado – Cássio Amarante - Bellini e a Esfinge – Paulo Flaksman - O Invasor – Yukio Sato - Lavoura Arcaica – Yurika Yamasaki |
| Melhor Figurino | Melhor Maquiagem |
| - Madame Satã – Rita Murtinho - Abril Despedaçado – Cao Albuquerque - A Festa de Margarette – Viviane Gil - Sonhos Tropicais – Marisa Guimarães - Uma Vida em Segredo – Marjorie Gueller | - Abril Despedaçado – Gabriela Moraes e Martin Macias - Cidade de Deus – Donna Meirelles - Duas Vezes com Helena – Paulo Flaksman - A Festa de Margarette – Isis Medeiros - A Paixão de Jacobina – Hélio Eichbauer                                                                                           |
| Melhor Edição | Melhor Efeito Visual |
| - Cidade de Deus – Daniel Rezende - Abril Despedaçado – Isabelle Rathery - Lavoura Arcaica – Luiz Fernando Carvalho - Madame Satã – Isabela Monteiro de Castro - Surf Adventures - O Filme – Sérgio Mekler | - Cidade de Deus – Renato Batata - Abril Despedaçado – Maurício Couto Bevilaqua, Philippe Hubin e Guillaume Watrinet - Bellini e a Esfinge – André Kapel - Madame Satã – Sergio Farjalla Jr - A Paixão de Jacobina – Eduardo Sallas e Ronaldo Alves de Lima                                                  |
| Melhor Som | Melhor Trilha Sonora |
| - Cidade de Deus – Guilherme Ayrosa, Carlos Honc, Alessandro Laroca, Paulo Ricardo Nunes, Alejandro Quevedo e Adam Sawelson - Abril Despedaçado – Felix Andrew, François Groulx e Waldir Xavier - O Invasor – Roberto Ferraz e Louis Robin - Lavoura Arcaica – Márcio Câmara - Surf Adventures - O Filme – George Saldanha | - Cidade de Deus – Ed Cortês e Antonio Pinto - Abril Despedaçado – Ed Cortês, Antonio Pinto e Beto Villares - Houve Uma Vez Dois Verões – Leo Henkin - O Invasor – Paulo Miklos, Rica Amabis, Daniel Ganjaman, Sabotage e Tejo - Lavoura Arcaica – Marco Antônio Guimarães                                   |
| Melhor Documentário | Revelação do Ano |
| - Edifício Master – João Moreira Salles e Mauricio Andrade Ramos - Janela da Alma – Flávio Tambellini e João Jardim - Nem Gravata, Nem Honra – Lia Galope e Marcelo Masagão | - Lázaro Ramos – Madame Satã como João Francisco dos Santos / Madame Satã - André Arteche – Houve Uma Vez Dois Verões como Chico - Douglas Silva – Cidade de Deus como Dadinho / Zé Pequeno - João Jardim e Walter Carvalho – diretores de Janela da Alma - Ravi Ramos Lacerda – Abril Despedaçado como Pacu |
| Melhor Filme Estrangeiro | |
| - Fale com Ela (Espanha) - O Fabuloso Destino de Amélie Poulain (França) - Assassinato em Gosford Park (Inglaterra) - O Filho da Noiva (Argentina) - Terra de Ninguém (Bósnia-Herzegorvina) | |